# Rhipidia citricolor
Rhipidia citricolor är en tvåvingeart som först beskrevs av Alexander 1976.  Rhipidia citricolor ingår i släktet Rhipidia och familjen småharkrankar.
Artens utbredningsområde är Nigeria. Inga underarter finns listade i Catalogue of Life.